# ソルビトールマッコンキー寒天培地
ソルビトールマッコンキー寒天培地（ソルビトールマッコンキーかんてんばいち、Sorbitol macconkey ager）は、腸内細菌を糞便検体から分離するのに使われる選択分離培地であるマッコンキー寒天培地の乳糖をソルビトールに置き換えたものである。腸管出血性大腸菌の代表菌であるEscherichia coliO-157の検査に用いられている。

## 培地の組成
| 物質                   | 量     |
| ---------------------- | ------ |
| ペプトン               | 20.0g  |
| ソルビトール           | 10.0g  |
| 胆汁酸塩混合物         | 1.5g   |
| 塩化ナトリウム         | 5.0g   |
| 中性紅                 | 0.03g  |
| クリスタルバイオレット | 0.001g |
| 寒天                   | 14.0g  |
| 水                     | 1000ml |

pH7.0になるように調整する。
作成に当っては加温溶解する。長期保存する場合は、オートクレーブにて、121℃で15分滅菌して保管する。
なお、各社より、粉末・生培地などが販売されている。

## 特徴
- ソルビトールマッコンキー寒天培地は、腸内細菌のうち、Escherichia coliO-157は、ソルビトール非分解のため、その他のEscherichia coliと容易に判別できるために用いられる。
- Escherichia coliO-157は、無色透明のコロニー[2]。

## 培養の方法
- 培地は使用する前に、無菌試験等を行ない問題の無い物を用いる。
- 検体を採取後できるだけ速やかに培地に画線塗末する。
- 平板培地を好気条件下において、35℃で18-24時間培養する[1]。

## 主な菌の発育の性状
| 菌名                                 | 性状                                                    |
| ------------------------------------ | ------------------------------------------------------- |
| Escherichia coli O-157               | 無色透明                                                |
| Escherichia coli                     | 桃色～赤色 混濁                                         |
| Escherichia coli以外のグラム陰性桿菌 | 桃色～赤色 混濁または、無色透明（ソルビトール非分解菌） |

なお、本培地で、無色透明のコロニーが発育したからといって、Escherichia coliO-157陽性としてはならない。

## ソルビトールマッコンキー寒天培地の改良品
一部の組成を変更した、CT-ソルビトールマッコンキー寒天培地（セフィキシム・亜テルル酸カリウムが追加されている。）等が販売されている。